# Prefettura autonoma tibetana e Qiang di Aba
La prefettura autonoma tibetana e qiang di Aba o di Ngawa (in cinese: 阿坝藏族羌族自治州, pinyin: Ābà Zàngzú Qiāngzú Zìzhìzhōu; in tibetano: རྔ་བ་བོད་རིགས་དང་ཆང་རིགས་རང་སྐྱོང་ཁུལ་, Wylie: rnga ba bod rigs cha'ang rigs rang-skyong-khul; in qiang: Rrmeabba Shbea Rrmea Nyujwju Gvexueaj Legea) è una prefettura autonoma della provincia del Sichuan, in Cina.